# آزاده
آزاده (بالفارسية: آزاده) (معناها الحرفي: حرة) كانت عبدة رومانية وعازفة هارب في الشاهنامة وغيرها من الأعمال في الأدب الفارسي. وكانت الرفيقة المفضلة لبهرام غور (بهرام الخامس) في الحيرة. وكانت ترافقه دائمًا في الصيد.